# Cryptolepis cryptolepioides
Cryptolepis cryptolepioides là một loài thực vật có hoa trong họ La bố ma. Loài này được (Schltr.) Bullock mô tả khoa học đầu tiên năm 1955.

## Hình ảnh

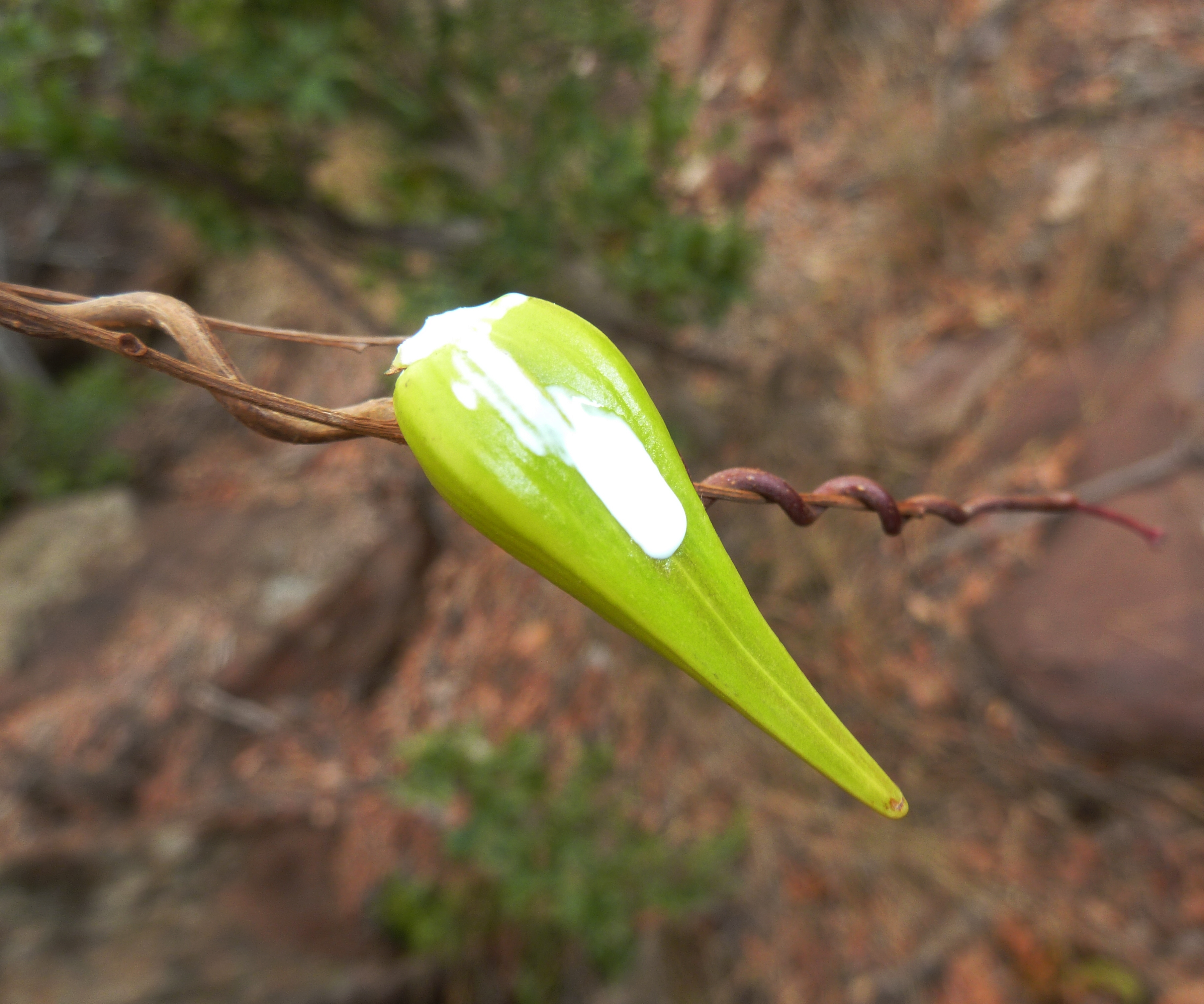
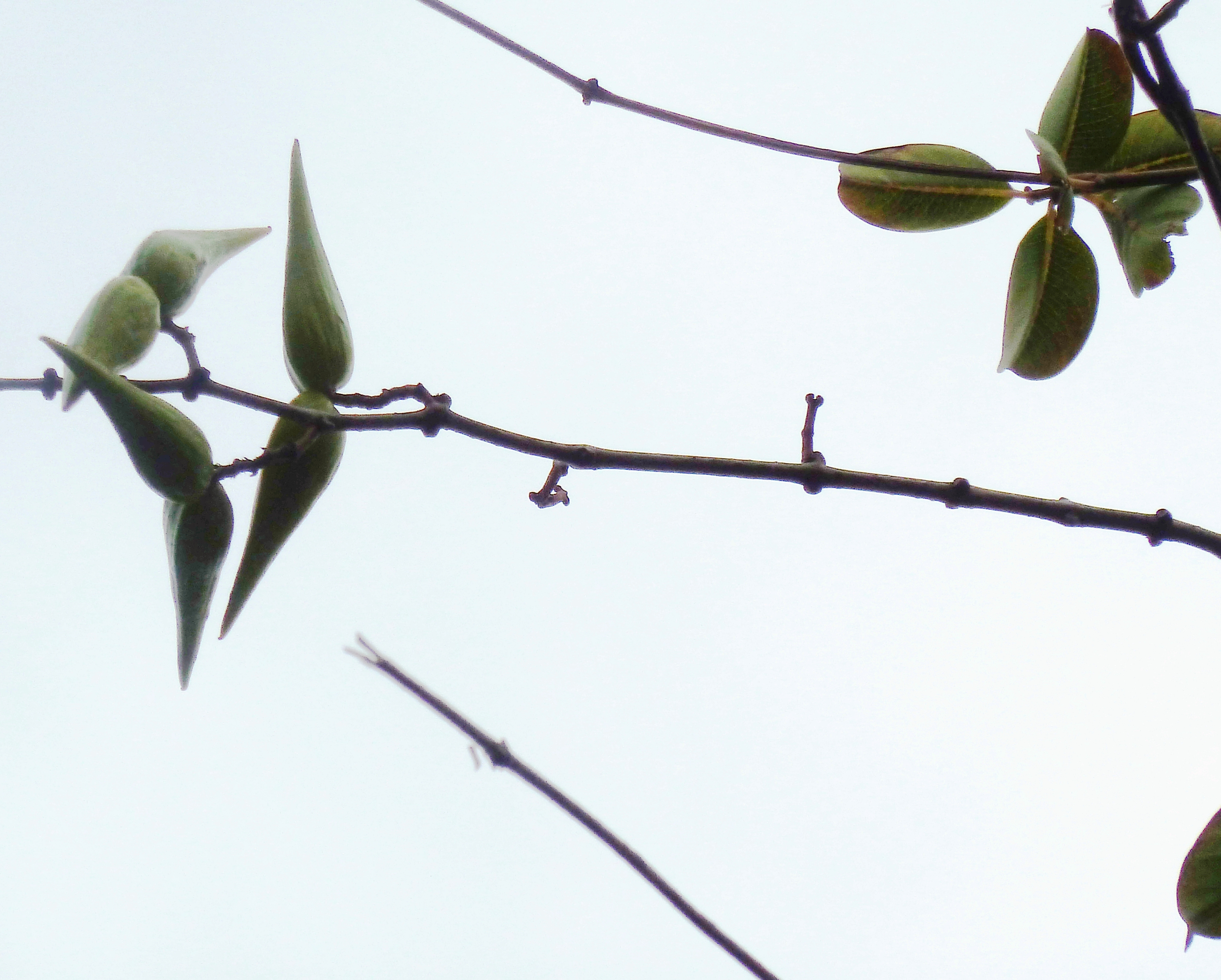
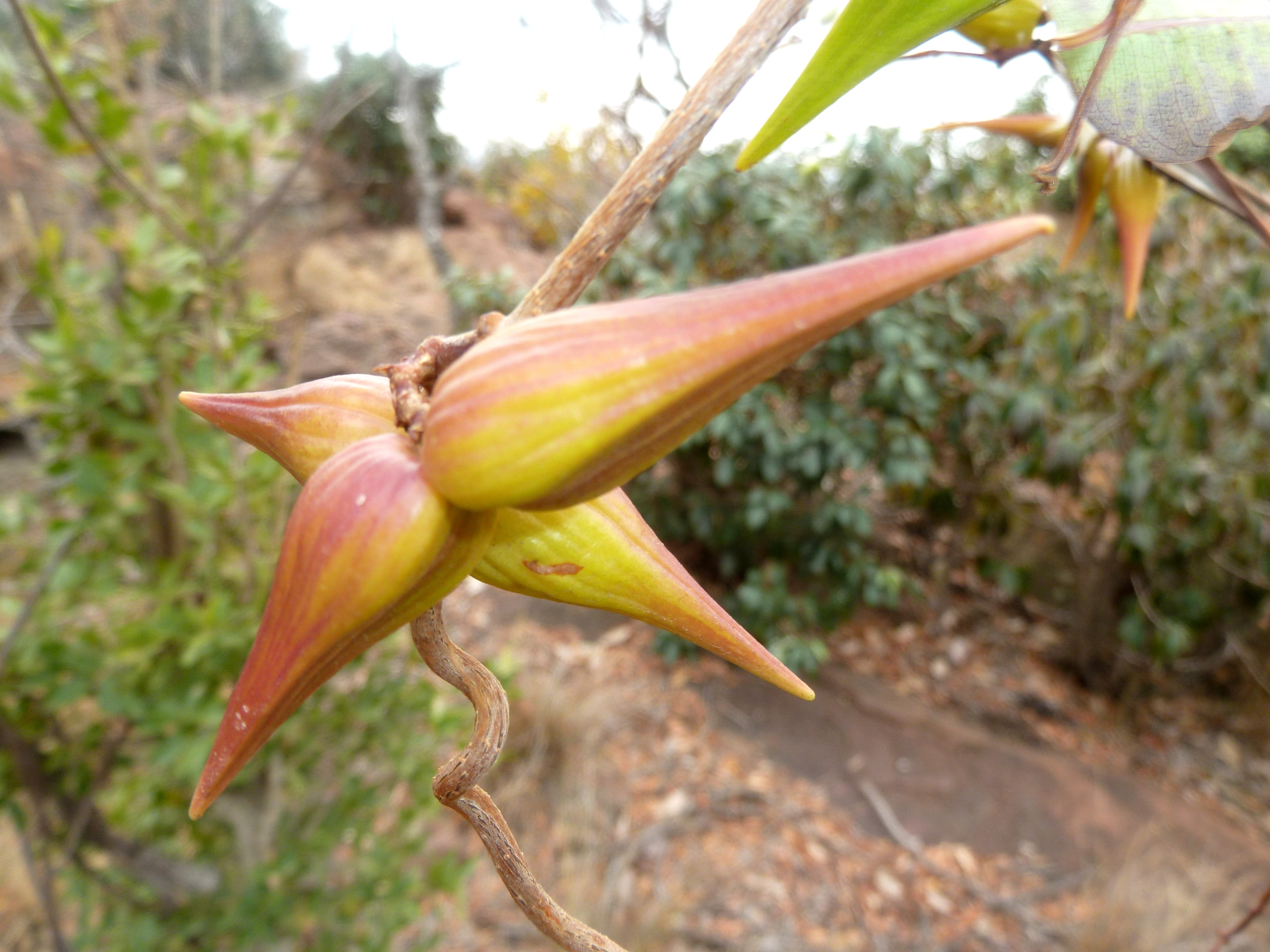